# St. Josef (Frintrop)

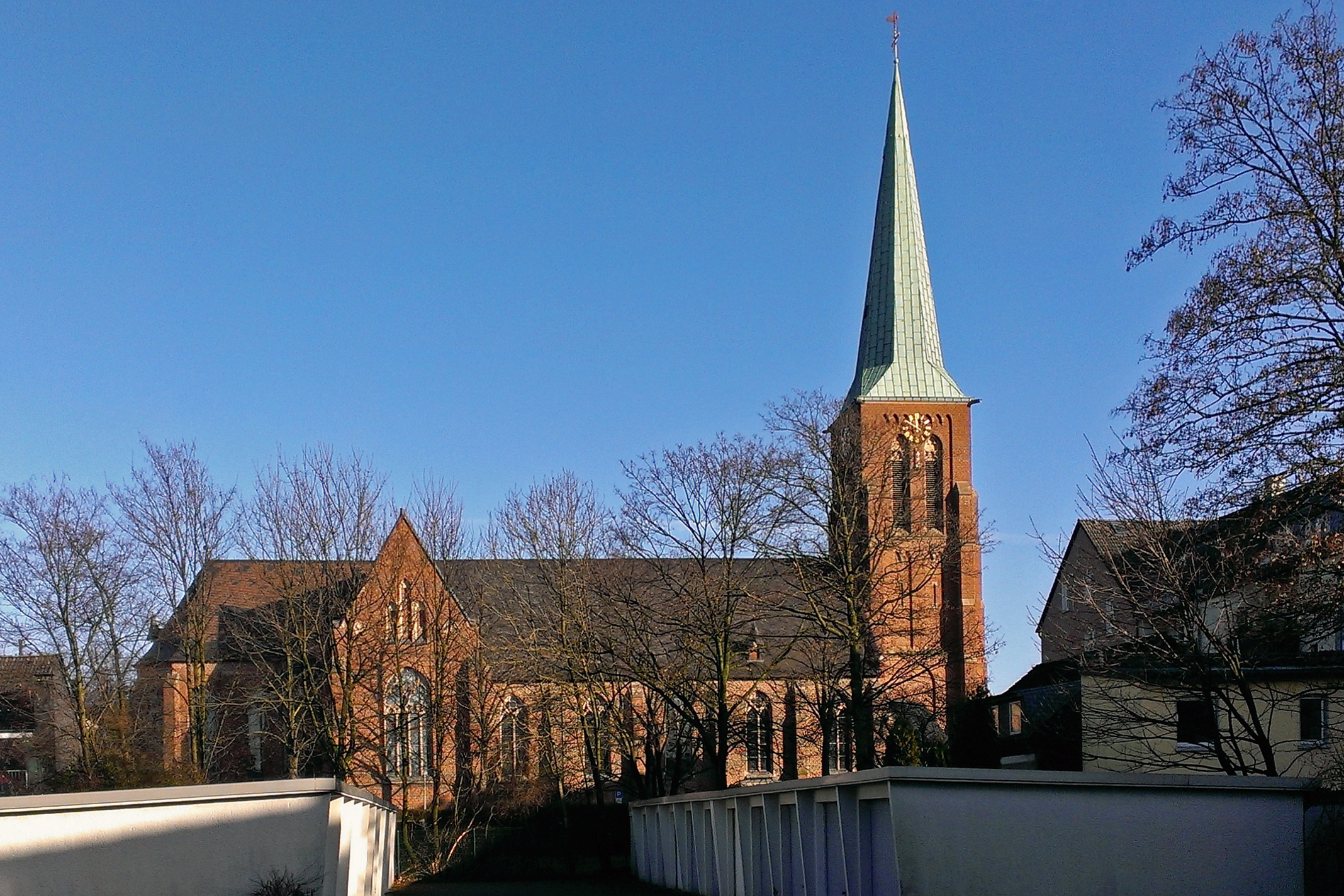
St. Josef in Essen-Frintrop

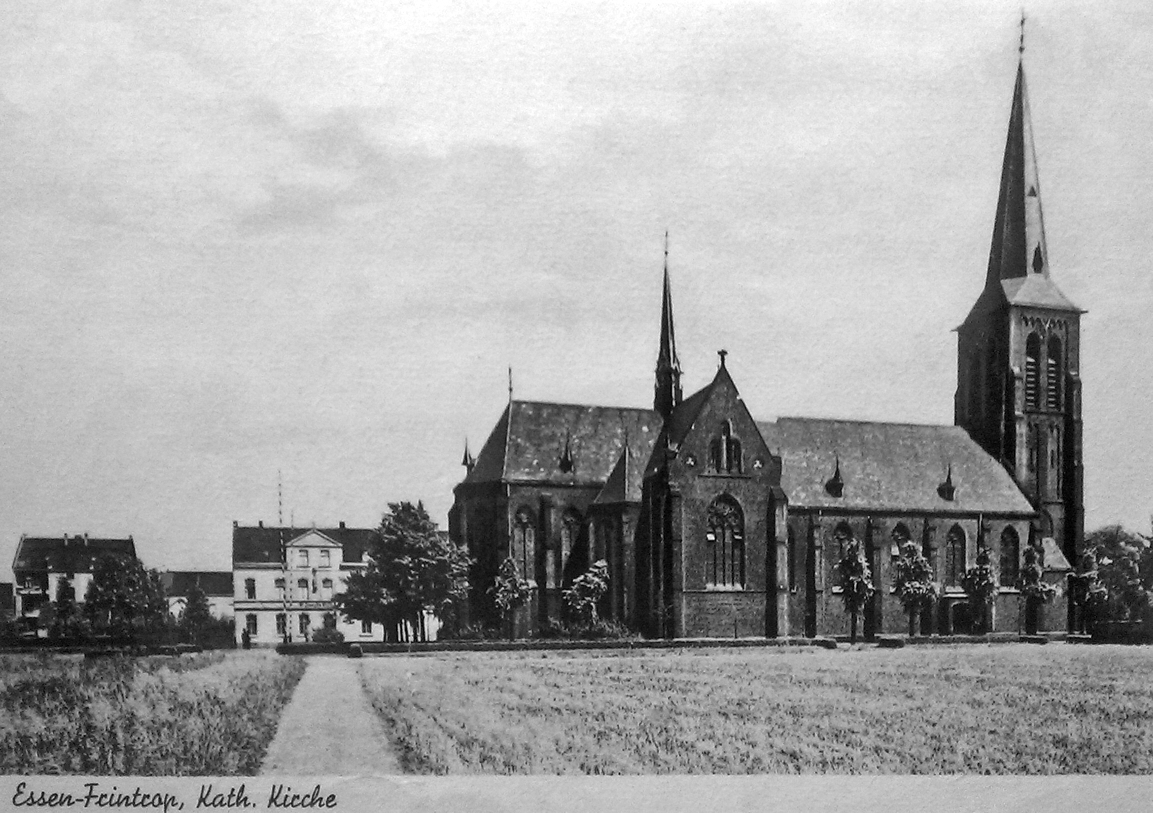
St. Josef um 1900

Die Kirche St. Josef ist ein 1874 begonnenes römisch-katholisches Kirchengebäude im Essener Stadtteil Frintrop. Die Pfarrkirche steht heute unter Denkmalschutz.

## Geschichte
Eine erste katholische Kirche, die sogenannte Heidkirche, erhielt Frintrop 1857. Sie lag jedoch auf dem Gebiet, das nach der Eingemeindung vom 1. April 1915 an Oberhausen fiel, denn Frintrop wurde Essen und Oberhausen zugeteilt. 1864 begann die Mutterpfarrei St. Dionysius in Borbeck über einen Filialkirchen-Neubau in Frintrop nachzudenken. Rund zehn Jahre später, nachdem ausreichend Geld angesammelt worden war, erhielt der Ordensbruder Paschalis Gratze OFM aus Werden den Planungsauftrag. Ein Geistlicher von St. Dionysius wurde als Rektor eingesetzt.
Von Wilhelm Knotte und seinem Sohn Hermann aus Frintrop wurde am 20. Januar 1873 das Baugrundstück für die St.-Josef-Kirche erworben. Der Landwirt Wilhelm Knotte war erster Vorsitzender des damaligen Kirchbaukomitees gewesen und verfügte über große Ländereien in Frintrop. Seit 1915 trägt die Straße Himmelpforten in Anlehnung an das Gotteshaus diesen Namen. Zwischen 1891 und 1915 hieß sie Hermannstraße, benannt nach Hermann Knotte.
Am 27. Mai 1874 wurde in Oberfrintrop der Bau der St.-Josef-Kirche noch auf freiem Feld begonnen. Der erste Bauabschnitt war 1877 fertiggestellt. Es entstand eine dreischiffige neugotische Backstein-Hallenkirche mit Kreuzrippengewölbe auf Rundpfeilern. Am Sonntag den 14. Oktober 1877 fand die feierliche Einweihung durch den Borbecker Vikar und Pfarrverweser Schüller statt, der in der neuen entsprechend würdevoll geschmückten Kirche die Festpredigt hielt. Dazu gab es eine Prozession um die Kirche und durch einen Teil der Gemeinde. Viele Menschen drängten sich um das Gotteshaus und in den umliegenden Straßen, die feierlich beflaggt waren. Den Festlichkeiten wohnte auch der Borbecker Bürgermeister Carl Anton Joseph Kruft bei. Abends wurde die Kirche bengalisch beleuchtet. Es folgte die erste Messe am 21. Oktober des Jahres. 
Ebenfalls 1877 wurde der Kirchenchor gegründet. 1884 wurde das Rektorat St. Josef ohne eigene Vermögensverwaltung begründet. Der Kölner Erzbischof unterschrieb am 16. Oktober 1891 eine Errichtungsurkunde mit Grenzziehung und Vermögensregelung der künftigen Pfarrei Frintrop. Darauf folgte am 31. Dezember 1892 die staatliche Genehmigung und am 28. März 1893 die endgültige Pfarrerhebung.
Das Querschiff, der 64 Meter hohe Turm und der Chor wurden ab März 1895 als Erweiterung an die inzwischen zu klein gewordene Kirche angebaut. Damit kehrte man die ursprüngliche östliche Ausrichtung von Paschalis Gratze auf eine Westliche um. Die Weihe des neuen Altarraumes fand am 26. April 1896 statt. Der Kirchturm mit Turmkreuz und Hahn wurde am 23. Oktober des Jahres fertiggestellt. Die Konsekration der nun vollständig fertigen Kirche fand durch den Kölner Weihbischof Fischer im September 1897 statt.
Der Name der Kirche geht auf den Borbecker Pfarrer Josef Legrand (geboren am 6. Juni 1798 in Rellinghausen, gestorben am 20. März 1877) zurück, der Ehrenmitglied des katholischen Kirchbau-Komitees war und sich für den Bau der St.-Josef-Kirche ebenso eingesetzt hatte, wie für die Bauten von St. Dionysius in Borbeck und St. Maria Rosenkranz in Bochold. Der Kirchbau der St.-Josef-Kirche förderte im ausgehenden 19. Jahrhundert in Oberfrintrop die Bautätigkeit, wobei angrenzend und an der Frintroper Straße teils repräsentative Wohn- und Geschäftshäuser entstanden.
1994 wurde die St.-Josef-Kirche unter Denkmalschutz gestellt.
Am 1. März 2008 wurde St. Josef Großpfarre. Seitdem ist sie mit den Gemeinden Herz Jesu (Kirche 2008 niedergelegt), St. Antonius Abbas, St. Hermann-Josef (Kirche 2010 niedergelegt), St. Franziskus (Bedingrade) und St. Paulus (Gerschede) (Kirche 2022 niedergelegt) zusammengelegt.

## Ausstattung

### Fenster
15 Fenster, im Chor und im Querschiff der Kirche, stammen vom Berliner Künstler Paul Corazolla. Sie wurden in den Jahren 1987 und 1990 geschaffen und zeigen den Auferstehungszyklus.
Die Fenster waren durch die 1984 gemachte Geldspende eines nach dem Ersten Weltkrieg nach Amerika ausgewanderten Kirchenmitglieds möglich, der 1896 in der St.-Josef-Kirche getauft worden war. Eines der Fenster zeigt das Antlitz des Spenders.

### Glocken
Im Jahr 1896 bestellte Pfarrer Schlenter bei der Glockengießerei Otto aus Hemelingen/Bremen vier Bronzeglocken mit der Schlagtonreihe: d' – e' – fis' – g'. Die Glocken wurde 1897 für den gerade fertiggestellten Kirchturm geliefert. Die auf den Ton g'  gestimmte Glocke mit einem Durchmesser von 1,05 Metern und 759 Kilogramm Gewicht trug keine Kriegsschäden davon und ist heute noch vorhanden. Die drei anderen Glocken wurden durch Kriegseinwirkungen vernichtet: eine auf fis'  gestimmte mit einem Durchmesser von 1,14 Metern und rund 1200 Kilogramm Gewicht, eine auf e'  gestimmte mit einem Durchmesser von 1,28 Metern und 1403 Kilogramm Gewicht und eine auf d'  gestimmte mit einem Durchmesser von 1,41 Metern und 1756 Kilogramm Gewicht.
1933 wurde eine Bronze-Glocke durch die Firma Petit & Gebr. Edelbrock aus Gescher gegossen, die als Leihgabe der Gemeinde Ehrenfeld in Oberschlesien, heute Gosławice, an die St.-Josef-Kirche kam. Sie ist auf f'  gestimmt, hat einen Durchmesser von 1,17 Metern und ist 920 Kilogramm schwer.
Eine weitere Bronze-Glocke kam als Leihgabe der Gemeinde Kentz in Bielitz/Oberschlesien hinzu. Sie wurde von Franziskus Stancke in Troppau gegossen, wobei das Gussjahr mit 1658/1838 angegeben wird. Die auf d'  gestimmte Glocke besitzt einen Durchmesser von 1,28 Metern bei rund 1200 Kilogramm Gewicht.
1955 folgte die vierte Bronze-Glocke, mit der das ursprüngliche Geläut wieder vollständig wurde. Diese Glocke mit dem Namen Josef wurde bei der Glockengießerei Mabilon hergestellt. Sie ist auf c'  gestimmt und hat bei einem Durchmesser von 1,55 Metern ein Gewicht von rund 2330 Kilogramm. Sie besitzt zwei Inschriften: HL. JOSEF, BITTE FÜR HIRTEN UND GEMEINDE GIB UNS DEN FRIEDEN, O HERR! PFARRGEMEINDE ST. JOSEF ESSEN-FRINTROP 1955, und auf der anderen Seite: VOM OPFER DER GLÄUBIGEN GEBOREN ZUR VERKÜNDIGUNG VON FREUD UND LEID ERKOREN ZUM DIENEN ALLZEIT BEREIT, ST. JOSEF BIN ICH GEWEIHT. Darunter folgt das Firmenwappen.

### Orgel
1904 wurde durch die Firma Johannes Klais Orgelbau eine dreimanualige Orgel mit 52 Registern in der Sankt-Josef-Kirche installiert. 1928 erhielt die Kirche durch den Sohn Hans Klais, der 1925 die Geschäftsleitung übernahm, eine Orgel mit drei Manualen und 22 Registern.
Die Klais-Orgel wurde 1980 durch eine neue Orgel des saarländischen Orgelbauers Walcker-Mayer ersetzt. Sie verfügt über 39 klingende Register auf drei Manualen und Pedal mit elektrischen Schleifladen und hat einen freistehenden, fahrbaren Spieltisch. Die insgesamt 2838 Pfeifen setzen sich aus 202 Holz-, 86 Kupfer-, 732 Naturguss- und 1838 Zinnpfeifen zusammen.
| I Rückpositiv C–g3 |            |       |
| 1.                 | Chorflöte  | 8′    |
| 2.                 | Prinzipal  | 4′    |
| 3.                 | Blockflöte | 4′    |
| 4.                 | Schwiegel  | 2′    |
| 5.                 | Quinte     | 1 ⁄3′ |
| 6.                 | Zimbel     | III   |
| 7.                 | Rankett    | 16′   |
| 8.                 | Krummhorn  | 8′    |
|                    | Tremulant  |       |

| II Hauptwerk C–g3 |                  |       |
| 9.                | Bourdon          | 16′   |
| 10.               | Prinzipal        | 8′    |
| 11.               | Flûte harmonique | 8′    |
| 12.               | Salicional       | 8′    |
| 13.               | Prinzipal        | 4′    |
| 14.               | Gemshorn         | 4′    |
| 15.               | Quinte           | 2 ⁄3′ |
| 16.               | Oktave           | 2′    |
| 17.               | Mixtur V–VI      |       |
| 18.               | Cornett V        | 8′    |
| 19.               | Trompete         | 8′    |
|                   | Tremulant        |       |

| III Schwellwerk C–g3 |                  |        |
| 20.                  | Cor de nuit      | 8′     |
| 21.                  | Gambe            | 8′     |
| 22.                  | Vox coelestis    | 8′     |
| 23.                  | Prinzipal        | 4′     |
| 24.                  | Flûte octaviante | 4′     |
| 25.                  | Nazard           | 2 ⁄3′  |
| 26.                  | Octavin          | 2′     |
| 27.                  | Tertz            | 1 3⁄5′ |
| 28.                  | Mixtur           | IV     |
| 29.                  | Basson           | 16′    |
| 30.                  | Trompete harm.   | 8′     |
| 31.                  | Clairon          | 4′     |
|                      | Tremulant        |        |

| Pedal C–f1 |            |     |
| 32.        | Prinzipal  | 16′ |
| 33.        | Subbass    | 16′ |
| 34.        | Oktave     | 8′  |
| 35.        | Gedackt    | 8′  |
| 36.        | Choralbass | 4′  |
| 37.        | Mixtur     | IV  |
| 38.        | Bombarde   | 16′ |
| 39.        | Trompete   | 8′  |

- Koppeln: I/II, III/II, III/I, I/P, II/P, III/P
- Spielhilfen: 4 freie Kombinationen, Crescendowalze, Tuttiknopf, Einzelzungenabsteller, General-Zungen ab und Handregister zur freien Kombination